# Floßkogel
De Floßkogel is een berg in de deelstaat Salzburg, Oostenrijk. De berg heeft een hoogte van 2520 meter.
De Floßkogel is onderdeel van het bergmassief Hochkönig, dat weer deel uitmaakt van de Berchtesgadener Alpen.